# 1,2-Hexandiol
1,2-Hexandiol ist eine chemische Verbindung aus der Gruppe der Diole.

## Gewinnung und Darstellung
1,2-Hexandiol kann in etwa 45 % Ausbeute durch Bromierung von Capronsäure, Hydrolyse zu Hydroxycapronsäure und Reduktion mit Lithiumaluminiumhydrid gewonnen werden.

## Eigenschaften
1,2-Hexandiol ist eine brennbare, schwer entzündbare, hygroskopische, farblose Flüssigkeit mit charakteristischem Geruch, die mischbar mit Wasser ist.

## Verwendung
1,2-Hexandiol wirkt als Cotensid und wird zur Modifizierung der Natriumdodecylsulfat-Mizellen verwendet.  Es wird für verschiedene kosmetische Anwendungen wie beispielsweise Haarspülungen, Deodorants und Antitranspirantien eingesetzt. Es ist ein Feuchthaltemittel und spielt eine wichtige Rolle in Babypflege-Produkten, Badezusätzen, Make-up, Reinigungs- und Hautpflegeprodukte. Es wird auch als Additiv in flüssigen Reinigungszusammensetzungen verwendet. Es dient als Lösungsmittel, Feuchthaltemittel und Viskositätsregler in kosmetischen Produkten.

## Externe Links zu erwähnten Verbindungen
1. ↑  Externe Identifikatoren von bzw. Datenbank-Links zu Hydroxycapronsäure:  CAS-Nr.: 6064-63-7, EG-Nr.: 227-991-4, ECHA-InfoCard: 100.025.447, PubChem: 99824, ChemSpider: 90191, Wikidata: Q27159229.